# Roland Dorgelès
Pour les articles homonymes, voir Dorgelès.
Roland Dorgelès, nom de plume puis nom officiel de Rolland Maurice Lecavelé, né le 15 juin 1885 à Amiens (Somme) et mort le 18 mars 1973 à Paris 6e, est un écrivain et journaliste français, membre de l'Académie Goncourt de 1929 à 1973.

## Biographie
Roland Dorgelès naît à Amiens en 1885. Il étudie brièvement l'architecture aux Arts Décoratifs et mène la vie de bohème à Montmartre, qui inspire une grande partie de son œuvre. En 1910, avec ses amis du cabaret du Lapin Agile, il fomente une énorme fumisterie où il fait passer un tableau peint par un âne et intitulé Et le soleil s'endormit sur l'Adriatique pour une œuvre d'un jeune surdoué nommé Joachim-Raphaël Boronali (anagramme d'Aliboron…) à l'occasion du Salon des indépendants. Devenu journaliste, il collabore au Sourire, à Fantasio et au Petit Journal.
En 1914, bien que deux fois réformé précédemment pour raison de santé, il s'engage en se faisant appuyer par Georges Clemenceau, son patron au journal L'Homme libre. Il témoigne dans son ouvrage Au beau temps de la Butte que cet appui ne lui aura été d'aucune utilité. Il est versé au 74e régiment d'infanterie de ligne de Rouen le 21 août 1914. Il combat en Argonne et au nord de Reims ; puis passe au 39e régiment d'infanterie de ligne. Il participe aux combats du bois du Luxembourg en février 1915, à la Deuxième bataille d'Artois dans le cimetière de Neuville-Saint-Vaast en juin 1915 entre autres. Il devient élève pilote, est nommé caporal et décoré de la croix de guerre.
En 1917, il entre au Canard enchaîné, où il se lie d'amitié avec Henri Béraud et Paul Vaillant-Couturier. Il publie dans ce journal un roman satirique intitulé La Machine à finir la guerre. Il écrit des articles de la même veine et dans le même journal entre 1917 et 1920. Pour certains de ses articles, il utilise le pseudonyme de Roland Catenoy, mais les plus importants (feuilletons, contes, articles polémiques) paraissent sous son nom. Les profiteurs de guerre, les députés, les forces de police sont particulièrement visés, ainsi que ceux qui diabolisent les bolcheviques.
En 1919, il publie le roman qui le rend célèbre, Les Croix de bois, inspiré de son expérience de la guerre. Le roman obtient le prix Fémina ; la même année, les jurés du prix Goncourt ne lui accordent que quatre voix, contre six à À l'ombre des jeunes filles en fleurs de Marcel Proust.
En 1921, il fait partie du jury du prix littéraire La Renaissance, créé par Henry Lapauze, conservateur du Petit Palais et fondateur-directeur de la revue bimensuelle La Renaissance politique, littéraire et artistique ; ce jury est présidé en 1921 par Léon Bérard, ministre de l'Instruction publique, et de 1922 à 1930 par Colette.
Le 30 avril 1923, il épouse à la mairie du 17e arrondissement de Paris Annette (dite Hania) Routchine (1895-1959), une artiste lyrique née en Russie d'ascendance juive, sœur de l'artiste peintre Sonia Routchine-Vitry. La même année, il publie Le Réveil des morts, roman consacré à la Première Reconstruction sur le Chemin des Dames.
En 1925, il publie Sur la route mandarine, basé sur un séjour en Indochine, puis deux autres livres situés dans le même contexte, Partir... (1926) puis Route des tropiques (1944) qui rassemble trois textes distincts.
En 1929, il succède à Georges Courteline à l'Académie Goncourt.
En 1939, il devient correspondant de guerre pour Gringoire. C'est lui qui serait à l'origine de l’expression « Drôle de guerre » qui passe à la postérité. Il se réfugie à Cassis en 1940. Dès 1941, il cesse toute collaboration à Gringoire. Habitant à partir de novembre 1942 dans le Comminges, à Montsaunès, il y accueille son ami Raoul Dufy pendant un an. Montsaunès sert de cadre à son roman Carte d'identité publié en 1945.
En 1954, il est élu président de l'Académie Goncourt, fonction qu'il occupe jusqu'à sa mort en 1973. Sa femme Hania meurt en 1959 et, en 1960, il se remarie avec Madeleine Moisson (1909-1996). En 1965, Dorgelès devient son patronyme officiel.
Roland Dorgelès meurt le 18 mars 1973 à son domicile de la rue Mabillon, dans le 6e arrondissement de Paris. Il est inhumé au cimetière Saint-Vincent.
Roland Dorgelès fut président de l’Association des écrivains combattants. Il a donné son nom à une distinction littéraire délivrée par cette association, le prix Roland-Dorgelès créé en 1995 pour des professionnels de la radio et de la télévision « qui se sont particulièrement distingués dans la défense de la langue française ».

## Le prix Roland-Dorgelès
Depuis 1996, le prix Roland-Dorgelès est décerné chaque année par l'Association des écrivains combattants à un professionnel de la radio et à un professionnel de la télévision pour leur attachement à la qualité de la langue française.

## Œuvres

### Éditions originales

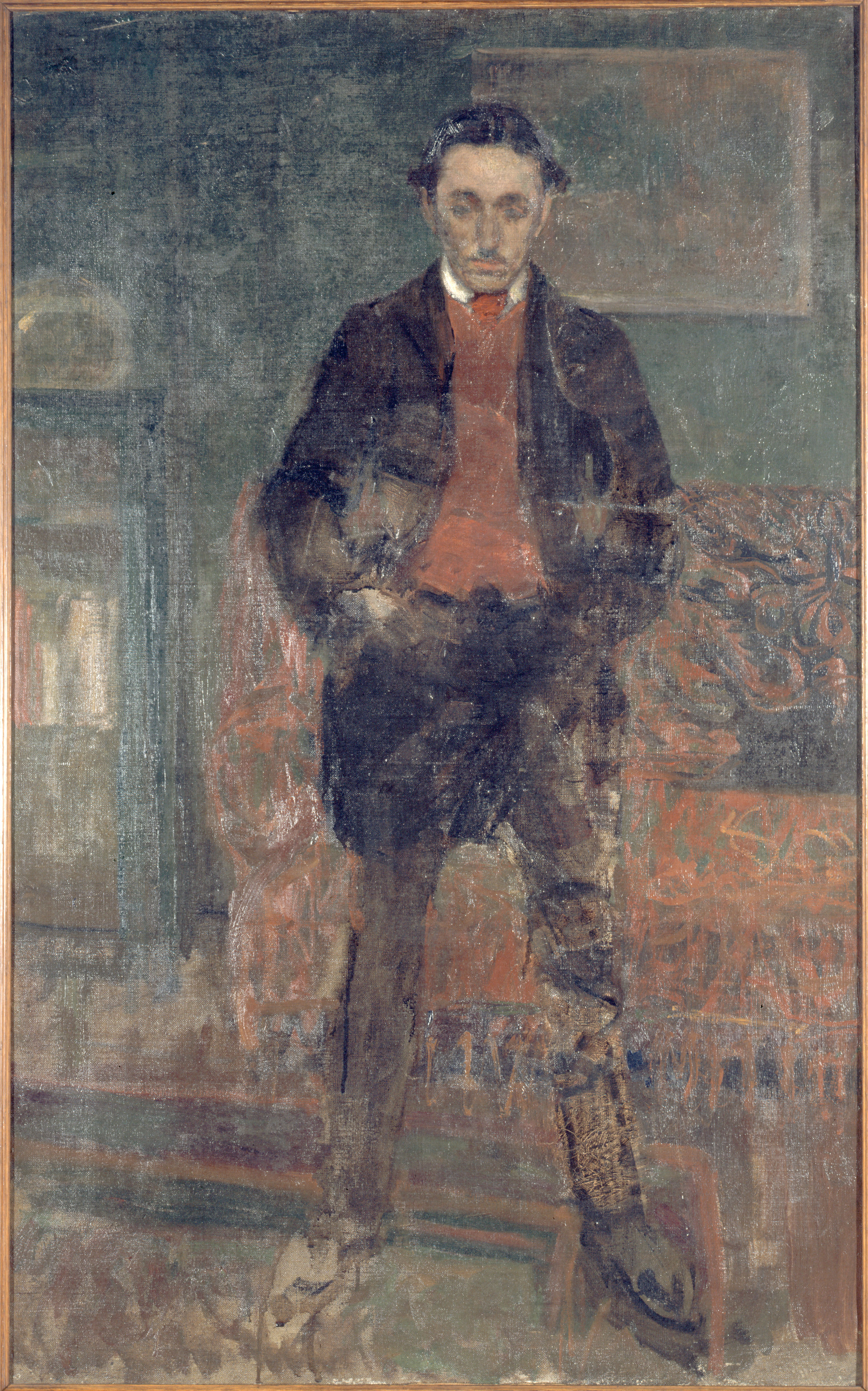
Roland Dorgelès par Louis Marcoussis en 1900, musée Carnavalet.

- Les Croix de bois, Albin Michel, 1919 (prix Fémina-Vie Heureuse, 1919) Texte sur Wikisource
- Le Cabaret de la Belle Femme, Édition française illustrée, coll. « Collection littéraire des romans fantaisistes », 1919
- Les Veillées du Lapin agile, 1920
- Saint Magloire, Albin Michel, coll. « Le roman littéraire », 1922
- La Boule de gui, illustrations de André Dunoyer de Segonzac, Éditions de la Banderole, 1922
- La Machine à finir la guerre, avec Régis Gignoux, Albin Michel, 1917
- Le Réveil des morts, Albin Michel, 1923
- La Dernière Relève, Durassié, in Les Beaux contes illustrés, no 4, novembre, 1924
- Montmartre, mon pays, Les Artisans imprimeurs, 1925
- Le Cadastre littéraire, ou une heure chez M. Barrès, Émile-Paul, 1925
- Sur la route mandarine, Albin Michel, 1925
- Partir..., Albin Michel, 1926
- Le Promeneur nocturne, À la Cité des livres, coll. « Les Familiers de la Cité des livres », 1926
- La Caravane sans chameaux, Albin Michel, 1928
- Souvenirs et réflexions sur les "Croix de bois", Les Nouvelles littéraires, novembre-décembre 1928
- Écrit sur l'herbe, Cahiers libres, 1928
- Écrit sur le sable, Cahiers libres, 1928
- Souvenirs sur Les Croix de bois, À la cité des livres, 1929
- À la recherche de Baranavaux, Fournier, coll. « de l'Ancre », 1929
- Marcel Prévost, Francis de Croisset, Joseph de Pesquidoux, Le Jasmin d'argent, A. Sauriac, 1929
- Chez les beautés aux dents limées, Laboratoires Martinet, 1930
- Entre le ciel et l'eau, illustrations de Eugène Corneau, Crès, 1930
- Le Château des brouillards, Albin Michel, 1932
- Deux amateurs de peinture, F. Paillart, coll. « Les Amis d'Édouard », 1932
- Si c'était vrai ?, Albin Michel, 1934
- La Corde au cou, in Gringoire no 354, 16 août 1935
- Quand j'étais montmartrois, Albin Michel, 1936
- Vive la liberté !, Albin Michel, 1937
- Le Dernier Moussem, illustrations de Debax, Les Laboratoires Deglaude, 1938
- Frontières. Menaces sur l'Europe, Albin Michel, 1938
- L'Esprit montmartrois avant la guerre, illustrations de Dignimont, Laboratoires Carlier, 1939
- Retour au front, Albin Michel, 1940
- Sous le casque blanc, Éditions de France, 1941
- Route des tropiques, Albin Michel, 1944
- Carte d'identité. Récit de l’Occupation, Albin Michel, 1945
- Vacances forcées, 1945
- Bouquet de Bohème, Albin Michel, 1947
- Au beau temps de la Butte, illustrations de Van Dongen, Nouvelle librairie de France, 1949
- Bleu horizon, Albin Michel, 1949
- Portraits sans retouche, Albin Michel, 1952
- Dufy, Louis Carré, 1953
- Le Tombeau des poètes. 1914-1918, illustrations de André Dunoyer de Segonzac, Vialetay, 1954
- Tout est à vendre, Albin Michel, 1956
- La Drôle de guerre, Albin Michel, 1957
- Promenades montmartroises, illustrations de Dignimont, Vialetay/Trinckvel, 1960
- À bas l'argent!, Albin Michel, 1965[9]
- Lettre ouverte à un milliardaire, Albin Michel, coll. « Lettre ouverte », 1967
- La Banane empoisonnée, 1967
- Le Marquis de la dèche, Albin Michel, 1971
- Images, Albin Michel, 1975  (ISBN 2-226-00226-X)
- Je t'écris de la tranchée, Albin Michel, 2003  (ISBN 2-226-14187-1)
- Mon chasseur d'éléphants, Brunier-Bayer
- Voyage de noce, Brunier-Bayer
- La Vérité sur le communisme, avec Walter Citrine et M. Yvon, Office central anticommuniste
- Je t'écris de la tranchée, préface de Micheline Dupray, introduction de Frédéric Rousseau, collation de lettres écrites entre 1914 et 1918, Albin Michel, 2003  (ISBN 2-226-14187-1)

### Préfaces

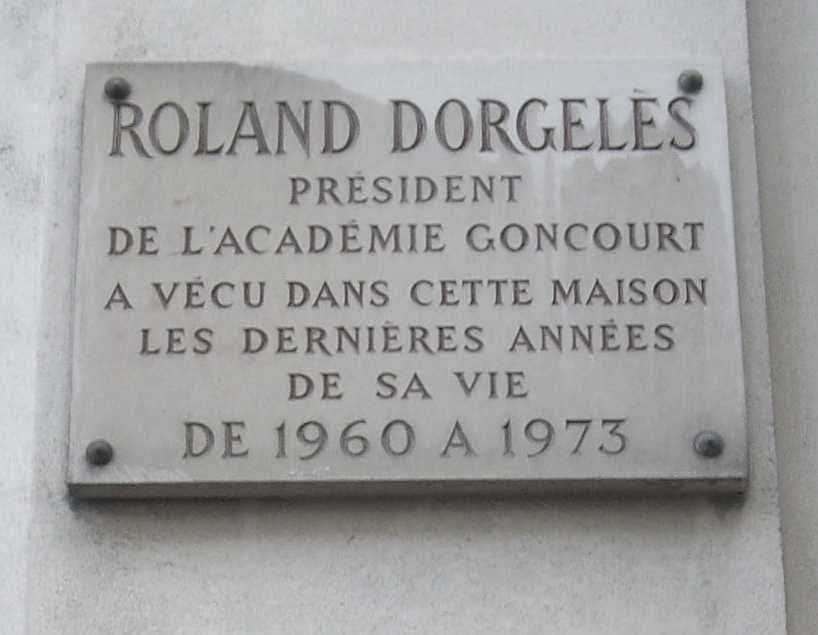
Plaque commémorative au no 2 de la rue Mabillon (6e arrondissement de Paris).

- Louis Vuillemin, L'Héroïque pastorale. Variations au grand air !... (1914-1918), M. Drouin, 1920
- Gus Bofa, Synthèses littéraires et extra-littéraires, Éditions Mornay, 1923
- Gabriel Tristan Franconi, Un tel de l'armée française, 1926
- La Chanson de Damsan. Légende Radé du XVIe siècle (Tribu Malaïo-Polynésienne du Darlac), transmise par la tradition orale, recueillie et transcrite en français par M. Léopold Sabatier, administrateur les services civils, ex-résident de France au Darlac, Leblanc et Trautmann, 1928
- Louis Sonolet, La Vie parisienne sous le second Empire. La Belle Impératrice. La Vie de la cour. Les Séries de Compiègne. Les Reines d'élégance. Les Étoiles du théâtre. Le Théâtre dans le monde. Les Bals travestis. Le Monde où l'on s'amuse. Les Élégances militaires. Le Décor de la vie, 1929.
- Octave Mirbeau, Œuvres illustrées, Éditions nationales, 1934-1936 (10 volumes)
- François Abgrall, Œuvres posthumes de Fanch Abgrall (Alc' houeder Arre), Éditions Amorica, 1935
- Georges Guierre, Pirouettes et sarcasmes, Éditions Presses modernes, 1939
- Capitaine Jean Accart, On s'est battu dans le ciel, B. Arthaud, 1942
- Capitaine Williame, L'Escadrille des cigognes, B. Arthaud, 1945
- Louis Castex, Mon tour du monde en avion, Plon, 1945
- Albert Dubeux, La curieuse vie de Georges Courteline, Nouvelle Librairie de France/Gründ, 1949
- Au temps des bergeries… Mille baisers donnés, pris et rendus, M. Ponsot, 1951
- Salon de l'armée, 1952
- Ernest Hemingway, L'Adieu aux armes, A. Sauret, 1956
- Galerie Sagot - Le Garrec, Vlaminck, œuvre gravé, galerie Sagot - Le Garrec, 1956
- Claude Farrère, La Bataille, Éditions Innothéra, 1957
- Hommage à Paris, Serge Belloni, Bibliothèque Forney, 1968
- Frances Wilson-Huard, Charles Huard, Albin Michel, 1969
- Galerie La Palette Bleue, Anna Walt Massardy, La Palette bleue, 1969
- Jacqueline Sarment, Ville de Paris, maison de Balzac. Charles Huard, Maison de Balzac, 1969
- Dr G.-R. Rager, L'Infarctus ne tue pas, Flammarion, 1969
- Raoul Ponchon, La Muse frondeuse, B. Grasset, 1971
- Octave Mirbeau, Œuvre romanesque, Buchet-Chastel, 2000-2001, 3 vol.  (ISBN 2-283-01821-8)

## Adaptations au cinéma
- 1931 : Partir, film français réalisé par Maurice Tourneur
- 1932 : Les Croix de bois, film français réalisé par Raymond Bernard
- 1939 : Louise, film français réalisé par Abel Gance
- 1939 : Coup de tête, film français réalisé par René Le Hénaff, scénario de Dorgelès sur un roman resté inédit
- 1946 : L'apocalisse, film italien réalisé par Giuseppe Maria Scotese
- 1949 : La Vie dramatique de Maurice Utrillo, court métrage français réalisé par Pierre Gaspard-Huit

## Personnage
Roland Dorgelès et sa relation avec Madeleine Borgeaux (dite « Mado ») ont inspiré le roman Adieu la vie, adieu l'amour d'Armand Lanoux.
Roland Dorgelès est mis en scène dans la bande dessinée Le vol de la Joconde de Jean Yves Le Naour & Didier Bontemps (Roymodus, 2012  (ISBN 978-2363630148))
Le roman Les Croix de bois de Roland Dorgelès ainsi que sa correspondance ont inspiré une bande dessinée de Jean-David Morvan et Facundo Percio, Les Croix de bois (Paris, Albin Michel, 2020).